# Saint-Souplet

Saint-Souplet este o comună în departamentul Nord, Franța. În 1 ianuarie 2022 avea o populație de 1.197 de locuitori.